# ميل بليث
ميل بليث (بالإنجليزية: Mel Blyth)‏ (28 يوليو 1944 في المملكة المتحدة - يناير 2024) هو لاعب كرة قدم بريطاني في مركز الدفاع. لعب مع سكونثورب يونايتد وكريستال بالاس ونادي ساوثهامبتون ونادي مارغيت ونادي ميلوول ونورويتش سيتي وهيوستن هوريكاينز ‏ ونادي أندوفر ‏ ونادي بولوفا ‏ ونادي مدينة كيب تاون ‏.

## وصلات خارجية
- ميل بليث على موقع قاعدة بيانات كرة القدم.إي يو (الإنجليزية)